# Avarua
Avarua er en by på øen Rarotonga, og Cook-øernes hovedstad.
- Wikimedia Commons har flere filer relateret til Avarua

21°12′25″S 159°46′16″V / 21.207°S 159.771°V